# 卡萊爾
卡萊爾（英語： /kɑːrˈlaɪl/ kar-LYLE，本地發音：/ˈkɑːrlaɪl/ KAR-lyle），英國英格蘭西北部區域坎布里亞郡卡萊爾市的鎮，距離英格蘭與蘇格蘭邊境僅16公里。根據2001年的人口普查，卡萊爾的城區人口達71773人。

## 命名
羅馬帝國稱於該地的殖民地為Luguvalium，這可於近期在該地挖掘出來的羅馬時期刻板中取得證明，該刻板被陳列在圖利別墅博物館（Tullie House Museum）。Luguvalium在拉丁文中解作「盧古斯（Lugus）之地」（盧古斯是一神祇）。在十一及十二世紀，一些文獻稱卡萊爾為路耶爾（Luel）或路維林（Llewelyn），這些名字轉化自威爾斯語，在當地熟習威爾斯語的人們保存了這些名字，成為了卡萊爾的名字來源。事實上，在九世紀，坎布里亞郡曾被凱爾特人短暫統治。這刺激起威爾斯語的復興以及恢復威爾斯語的地名。

## 歷史
卡萊爾是擁有簡潔而歷史意義重大的城市，該地有一座城堡、博物館、大教堂以及不完整的城牆。舊時的法院及堡壘都被坎布里亞郡議會（Cumbria County Council）保護，具建築價值。

### 羅馬時期
約於公元72年至73年，在卡萊爾地區建造了一個羅馬帝國的木製要塞，直至該要塞於公元103年至105年毀壞，另一木製要塞又被興建。公元165年，該要塞被一個石製要塞取代。

### 伊麗莎白時期
卡萊爾是英格蘭的邊境城鎮位於蘇格蘭的邊境，也是重要的軍事據點，卡萊爾城堡至今仍相當完整，該城堡在1092年於威廉二世時期興建，曾被用作囚禁蘇格蘭女王瑪麗一世。
1745年12月，國王查理·愛德華·斯圖亞特在撤退時佔領卡萊爾，他令曼徹斯特軍團駐軍於卡萊爾，使他繼續控制至少一個英格蘭城鎮。其後，漢諾威王朝的敵軍圍攻卡萊爾，並攻陷城鎮。國王私人皇家團（The King's Own Royal Border Regiment）一直駐守當地。

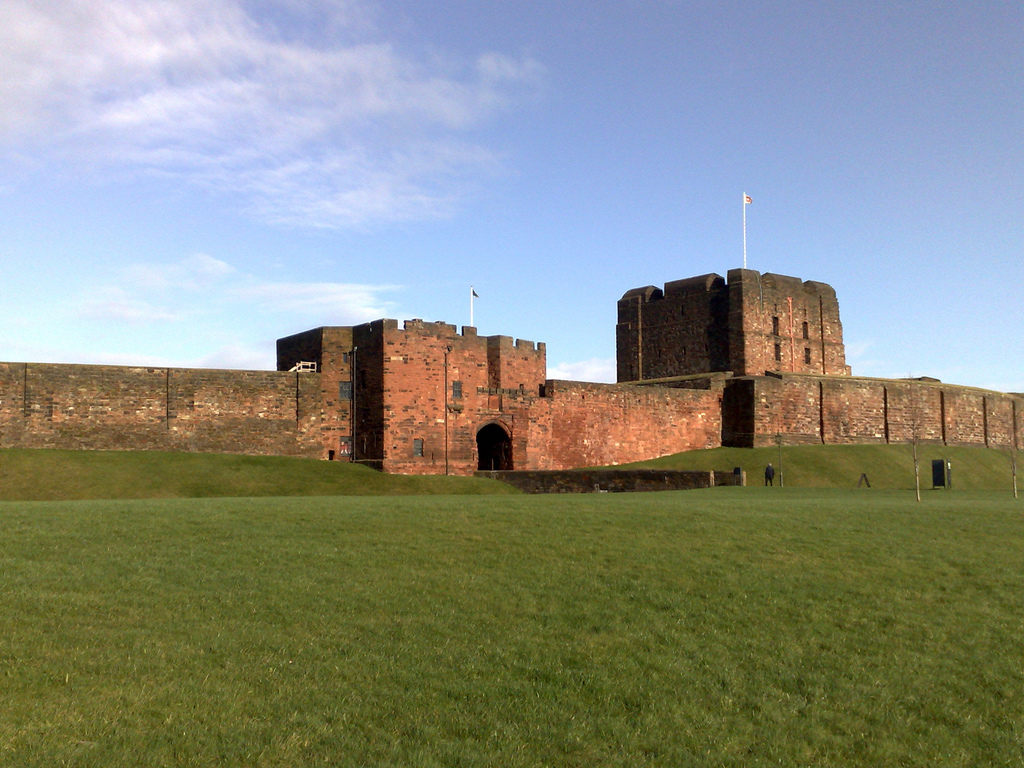
卡萊爾城堡

圖利別墅博物館（Tullie House Museum）道出許多該邊境城市的歷史，包括許多有關那個羅馬帝國時期的防禦工事哈德良長城以及其他建築物的資料，這更有助於展示邊境掠奪時期（Border Reivers）的歷史。圖利別墅博物館過往儲存著大量圖書，現今，這些圖書已被遷移。卡萊爾大教堂（Carlisle Cathedral）是全歐洲擁有最大窗戶的教堂，可是卻被英國軍事政治家克倫威爾破壞用以支撐城堡。卡萊爾擁有一流的賽車埸，位於城鎮中心的南面。
第一次世界大戰時期，由於從事製造軍火的工人經常酗酒，英國政府接管所有卡萊爾的酒吧及啤酒廠，這個國有化釀製的試驗一直實行至1971年。

## 地理
卡萊爾是位於坎布里亞郡的一個古老城市，處於伊登河（River Eden）等三條河流的交滙處。
卡萊爾是個重要的貿易中心，這裡位於紐卡素（Newcastle-upon-Tyne）以西90公里，蘭卡斯特（Lancaster）以北115公里，格拉斯哥（Glasgow）以南145公里，愛丁堡（Edinburgh）西南150公里，約克（York）西北190公里，以及倫敦（London）西北490公里，於北緯54度52，西經2度50。鄰近的城鎮包括長鎮（Longtown）、彭里斯（Penrith）、賓頓（Brampton）、威格頓（Wigton）、域洛克里夫（Rockcliffe）等。
卡萊爾可透過M6高速公路通往南．亦可透過M74高速公路前往格拉斯哥（Glasgow）以及其北方各地。許多幹道都以卡萊爾為起點和終點，包括來回彭里斯（Penrith）的A6公路、來回坎布里亞（Cumbria）的A595公路、來回紐卡素（Newcastle-upon-Tyne）的A69公路以及來回愛丁堡（Edinburgh）的A7公路。卡萊爾是繼倫敦（London）和愛丁堡（Edinburgh）後多於一條以「A」字命名的公路的城市。卡萊爾亦是西海岸主線（West Coast Main Line）鐵路的重要一站，另外亦有鐵路通往紐卡素（Newcastle-upon-Tyne）、利茲（Leeds）及經坎布里亞（Cumbria）到達格拉斯哥（Glasgow）。
2005年1月，卡萊爾被強風暴雨襲擊，1月8日，嚴重泛濫迫使市內的所有道路關閉，這是自1822年以來最嚴重的水患，導致3人死亡。

## 商貿與工業
卡萊爾在十九世紀及二十世初已成為工業城市，以紡織、工程及食品加工業為主。在十九世紀初，卡萊爾被挖掘出一條運河，其後被填平用作興建鐵路。
多間著名的商號如聯合餅乾公司（United Biscuits）、坎戈爾袋鼠、皇冠瓶蓋公司（Crown Cork and Seal）都在這裡設有工廠，工程諮詢工司約翰·萊恩公司（John Laing）及運輸公司Eddie Stobart Ltd也在這裡。
2004年，英國北方食品（Northern Foods）屬下的Cavaghan & Gray 成為卡萊爾最大的僱主，該公司主要出產冷凍食品以供應超級市場。
卡萊爾亦是主要的鐵路中心，有七間不同的公司都同時使用卡萊爾火車站的鐵路調車場，這也是全歐洲最大的鐵路調車場。
多個輕工業邨及商業區都座落在市中心邊緣及前工業區，相當接近市中心。
2005年3月28日，卡萊爾被膺為公平貿易城市。

## 體育
卡莱尔联足球俱乐部在2005/2006英格蘭足球乙級聯賽賽季升級，現於英格蘭足球甲級聯賽作賽，主場是般頓公園球場（Brunton Park Stadium），位於市中心，該俱樂部曾在四個聯賽級別亮相，包括英格蘭足球冠軍聯賽。
卡萊爾亦有一隊英式欖球隊Carlisle RLFC，該隊即將與巴羅（Barrow）合併。

## 教育
有一所大学，坎布里亚大学(University of Cumbria) 曾经是聖馬丁學院（St Martin's College），坎伯里亞藝術學院（Cumbria Institute of the Arts）和蘭開夏郡中部大學(University of Central Lancashire)。
卡萊爾的中學則有：Richard Rose Central Academy、Austin Friars St Monicas、Trinity、Newman Catholic School、Richard Rose Morton Academy。其他於卡萊爾地區的有Caldew School（戴爾斯頓Dalston）、 William Howard School（賓頓Brampton）、The Nelson Thomlinson School（威格頓Wigton）。

## 行政
卡萊爾自中古時代已是一個城市及議會市鎮。1835年，卡萊爾是一市辦市鎮，直至1914年成為郡鎮。卡萊爾的邊界曾經有多次變動。
該市鎮曾有多個民用教區，在1904年合併成一個教區。在現今，除了邊緣地區，城區被歸為非教區。
市議會位於一座1960年代的建築物，由於結構的問題，該建築物將會被移除並進行重建。

## 卡萊爾的詛咒
2005年，一些卡萊爾本地居民將近期發生的水災以及足球隊差勁的表現歸咎於十六世紀的詛咒。1514年，該詛咒首次被大主教引起，他希望格拉斯哥對抗邊界的犯罪者，他們以偷竊牛羊、搶劫為生，但並非以卡萊爾的人民為目標。為了千年慶典，地方理事會將1069的詛咒詞語刻在一塊14噸的花崗岩上。
2005年3月，自由民主黨市委吉姆希望打破詛咒，提出將石頭移走或破壞石頭，但議會否決了他的建議，理事會領導人麥克懷疑移動石頭會否是對議會資金的一個良好用途。

## 卡萊爾方言
卡萊爾方言是其中一種坎伯蘭（Cumberland）方言，可在坎伯蘭東北找到這種方言。

## 外部連結
- Carlisle and Hadrian's Wall Country
- Carlisle City Council （页面存档备份，存于）
- Visit Cumbria （页面存档备份，存于）
- St Martin's College （页面存档备份，存于）
- Border-wall for locals and visitors Get it on the wall!

圖片
- A 360 degree panorama of Carlisle City Square

1. ↑  Roach, Peter; Hartman, James; Setter, Jane; Jones, Daniel (编).  17th. Cambridge: CUP. 2006. ISBN 978-0-521-68086-8.
2. ↑  Snyder, Christopher A. . John Wiley and Sons. 2003: 204.
3. ↑  . Cicerone Press Limited. 2008: 177.
4. ↑  . Newsnetscotland.com.   [14 November 2012]. （原始内容存档于22 January 2013）.
5. ↑  . Dictionary of the Scots Language.   [3 May 2021]. （原始内容存档于13 December 2018）.